# کانسروپدیا
کانسروپدیا (انگلیسی: Conservapedia) یک دانشنامه برخط به زبان انگلیسی است که به بیان مقالات از دیدگاه محافظه‌کاران آمریکایی می‌پردازد. این دانشنامه را اندرو شلفلی، معلم آموزش خانگی آمریکایی و فرزند فعال محافظه‌کار فیلیس شلفلی، در سال ۲۰۰۶ برای مقابله با «تعصب لیبرالی» ویکی‌پدیا راه‌اندازی کرد.